# Diplusodon vidalii
Diplusodon vidalii är en fackelblomsväxtart som beskrevs av A. Lourteig. Diplusodon vidalii ingår i släktet Diplusodon och familjen fackelblomsväxter. Inga underarter finns listade i Catalogue of Life.